# Nando's
Nando's é uma rede multinacional sul-africana de restaurantes de comida rápida casual  especializada em frango assado na brasa, estilo piri-piri. O nome é derivado da  alcunha para o nome masculino Fernando, em referência a um dos fundadores da empresa, como em Fernando's restaurant.
Fundada em Joanesburgo em 1987, a Nando's opera mais de 1 200 lojas em 30 países. O seu logótipo é uma representação do Galo de Barcelos, um dos símbolos de Portugal.  A empresa foi propriedade de Dick Enthoven até sua morte em 2022, momento em que foi transferida para a sua família.

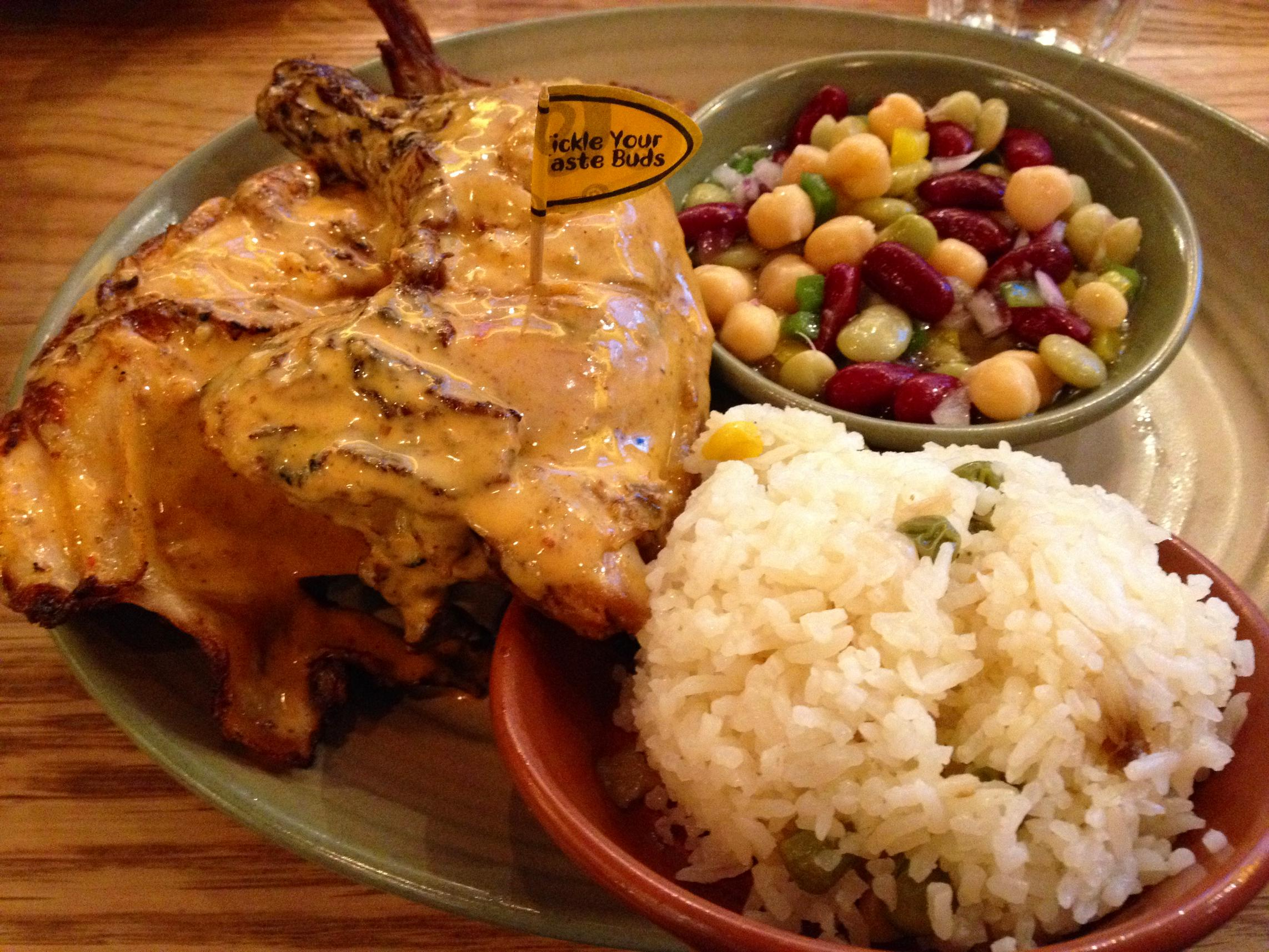
Frango piri-piri grelhado na brasa no Nando's

O restaurante foi fundado em 1987 em Rosettenville, Joanesburgo, pelo português Fernando Duarte e pelo sul-africano Robert Brozin .  Ao visitarem um restaurante português moçambicano  chamado Chickenland e experimentarem o seu frango piri-piri, ambos decidiram comprar o restaurante por cerca de 80 000 rands.  O nome foi alterado para Nando's em homenagem ao filho primogénito de Fernando.
Em 1989, o restaurante contava com três lojas em Joanesburgo e uma em Portugal.   A Capricorn Ventures International adquiriu a cadeia em 1992.  Naquele ano, a primeira  foi loja aberta em Ealing Common, substituindo uma agência do Midland Bank.